# Hamilton Hume

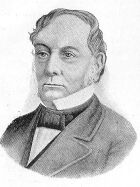

Hamilton Hume (n.19 iunie 1797- d. 19 aprilie 1873) a fost un explorator australian.
Născut la Seven Hills lângă Parramatta, astăzi o suburbie a orașului Sydney, Hume, din adolescență explorează și face multe călătorii înainte de celebra sa expediție din 1824-1825 cu William Hovell, în care descoperă drumul între Sydney și Golful Port Phillip, unde se află Melbourne.
La  17 octombrie 1824, Exploratorii Hamilton Hume și  William Hovell pornesc din fortul Hume (de la nord vest  de lacul George), spre strâmtoarea Bass, străbat câmpia MacDougall și, îndreptându-se  spre sud vest, traversează râurile Murrumbidgee și Murray (numit de ei Hume), Alpii Australieni (Munții Plenty și Désappointement), trec prin localitatea Mitta Mitta și peste râurile Ovens și Goulburn, atingând coasta în Golful Port Phillip (145º 25' long. E)  și descoperind numeroase râuri care păreau că au un loc comun de vărsare (regiunea Golfului Spencer).
În memoria faimoasei expediții, principala autostradă care leagă orașul Sydney  de Melbourne poartă numele său.Un lac și barajul său are de asemenea numele său.Pe livra australiană din 1953 până la 1966, erau imprimate portretele celor doi exploratori.
În 1828, Hume călătorea cu Charles Sturt în vestul  Noului Wales de Sud, unde descoperă  Fluviul Darling, cel mai lung afluent al fluviului Murray.
Hume a fost magistrat la Yass (Noul Wales de Sud) până la sfârșitul vieții.